# Gornje Komarevo
Gornje Komarevo is een plaats in de gemeente Sisak in de Kroatische provincie Sisak-Moslavina. De plaats telt 471 inwoners (2001).